# سان إيستيبان دي بالاوتورديرا
بلدية سانت إيستيبي دي بالاوتورديرا (بالكاتالانية: Sant Esteve de Palautordera) هي إحدى بلديات مقاطعة برشلونة، والتي تقع في منطقة كاتالونيا، شرق إسبانيا.
يبلغ عدد سكانها 2.245 نسمة وفقاً لإحصائية سنة (2007).